# 로우리스: 나쁜 영웅들
《로우리스: 나쁜 영웅들》(Lawless)은 존 힐코트가 감독을 맡은 2012년에 개봉한 미국의 범죄 드라마 영화이다. 각본은 맷 본두란의 역사 소설 《The Wettest County in the World》를 원작으로 하여 닉 케이브가 썼다. 영화에는 샤이아 러버프, 톰 하디, 게리 올드먼, 미아 바시코프스카, 제시카 채스테인, 제이슨 클라크, 가이 피어스등이 출연하였다.
《로우리스: 나쁜 영웅들》은 금주법 시절의 버지니아주 프랭클린컨트리에서 밀주를 제조하고 판매하는 포레스트(톰 하디), 하워드(제이슨 클라크), 잭 본듀런트(샤이아 러버프) 세 형제에 대한 모습을 보여준다. 이 영화는 제작되기 이전에 3년에 걸친 준비 과정을 거쳤다. 2012년 칸 영화제에서 첫 상영되었다.

## 줄거리
1931년, 버지니아 주 프랭클린 카운티에서 세 형제 본두란트가 밀주 사업을 성공적으로 운영한다. 중간 형 포레스트, 큰 형 하워드, 막내 잭은 주유소와 식당을 위장하여 밀주를 팔고, 기계에 능한 잭의 친구 크리켓이 증류기를 관리한다. 잭은 술 운반업자 플로이드 배너가 연방 요원들을 살해하는 것을 목격한다.
포레스트는 어려운 형편의 댄서 매기를 웨이트리스로 고용한다. 얼마 후, 새로 임명된 연방 보안관 찰리 레이크스와 부패한 주 검사 메이슨 워델이 주유소를 방문하여 밀주업자들에게 이익의 일부를 요구한다. 포레스트는 거부하고 다른 밀주업자들에게 레이크스에 대항하여 단합하자고 하지만 모두 거절한다.
한편, 잭은 지역 목사의 딸 버사에게 끌린다. 술에 취해 교회에 갔다가 망신을 당하지만, 버사는 잭에게 관심을 보인다. 레이크스가 크리켓의 집을 방문했을 때, 잭은 그에게 얻어맞고 형제들에게 경고를 받는다. 어느 날 밤, 포레스트는 매기를 괴롭히는 손님들을 쫓아낸 후, 매복 공격을 당해 목에 상처를 입는다. 매기는 공격을 당하고 강간을 당하지만 포레스트에게 알리지 않는다.
포레스트가 병원에서 회복하는 동안, 잭은 레이크스와 싸우는 대신 밀주 사업에서 은퇴하기로 하고 크리켓과 함께 남은 술을 팔러 간다. 그들은 배너 일당에게 습격당하지만, 잭이 본두란트 형제임을 밝히자 배너는 그들을 살려준다. 배너는 포레스트를 공격한 자들이 레이크스의 부보안관이라고 알려준다.
포레스트와 하워드는 그들을 찾아 고문하고 죽인 후, 레이크스에게 그들의 고환을 보낸다. 배너는 형제들의 단골 고객이 되고, 형제들은 더 큰 증류 시설을 숲속에 설치한다. 잭은 계속 버사에게 구애하고, 매기는 시카고로 돌아가려 하지만 포레스트는 그녀를 설득하여 함께 살게 된다. 그러면서 둘은 연인 관계가 된다. 어느 날, 잭이 버사에게 형제들의 비밀 사업을 보여주려 할 때, 레이크스 일당에게 습격당한다. 하워드와 잭은 도망치지만, 크리켓과 버사는 잡힌다. 버사는 집으로 돌려보내지고, 크리켓은 레이크스에게 목이 꺾여 살해당한다.
크리켓의 장례식 후, 보안관은 레이크스가 다리를 막아 형제들을 함정에 빠뜨릴 것이라고 경고한다. 잭은 크리켓의 차를 몰고 레이크스에게 맞서고, 하워드와 포레스트가 뒤따른다. 매기는 포레스트에게 전에 공격을 당한 후 병원에 데려갔던 일을 밝히고, 포레스트는 매기가 강간당했다는 사실을 알게 된다.
잭은 다리에 도착하지만 레이크스에게 부상을 입는다. 하워드와 포레스트가 도착하여 총격전이 벌어지고, 포레스트와 운전사도 부상을 입는다. 밀주업자 무리가 도착하여 경찰들을 총으로 위협한다. 레이크스는 포레스트를 죽이려 하지만, 보안관이 총을 쏴 막으려 한다. 레이크스는 등을 돌려 도망치려다 갑자기 포레스트에게 총을 쏜다. 밀주업자들은 레이크스에게 총을 쏘고, 레이크스는 지붕 있는 다리 안으로 도망친다. 중상을 입은 잭과 하워드는 그를 따라가 칼로 찔러 죽인다.
1933년 금주법이 폐지된 후, 워델은 부패 혐의로 체포되고 본두란트 형제는 모두 결혼하여 합법적인 직업을 가진다. 잭은 버사와, 포레스트는 매기와, 하워드는 마틴스빌 여성과 결혼한다. 몇 년 후 잭의 집에서 열린 재회 파티에서 포레스트는 술에 취해 얼어붙은 호수에 빠진다. 그는 스스로 나오지만 폐렴으로 사망하고, 그의 불사신 전설은 끝이 난다.

## 출연

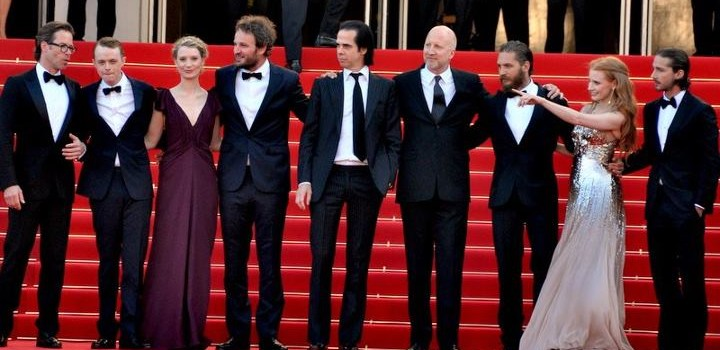
2012년 칸 영화제 시사회에서의 출연진들

- 샤이아 러버프 - 잭 본듀런트 Jack Bondurant
- 톰 하디 - 포리스트 본듀런트 Forrest Bondurant
- 제이슨 클라크 - 하워드 본듀런트 Howard Bondurant
- 가이 피어스 - 찰리 레이크스 Charlie Rakes
- 제시카 채스테인 - 매기 보퍼드 Maggie Beauford
- 미아 바시코프스카 - 버사 미닉스 Bertha Minnix
- 데인 데한 - 크리켓 페이트 Cricket Pate
- 게리 올드먼 - 플로이드 배너 Floyd Banner